# Junípero Serra
Junípero Serra, né le 24 novembre 1713 à Petra dans l'île de Majorque aux Baléares et mort le 28 août 1784 à Monterey en Californie, est un prêtre missionnaire franciscain espagnol qui fonda de nombreuses missions dans le Nouveau Monde. Considéré comme l'apôtre de la Californie, il est reconnu comme saint par l'Église catholique.

## Jeunesse, noviciat et études

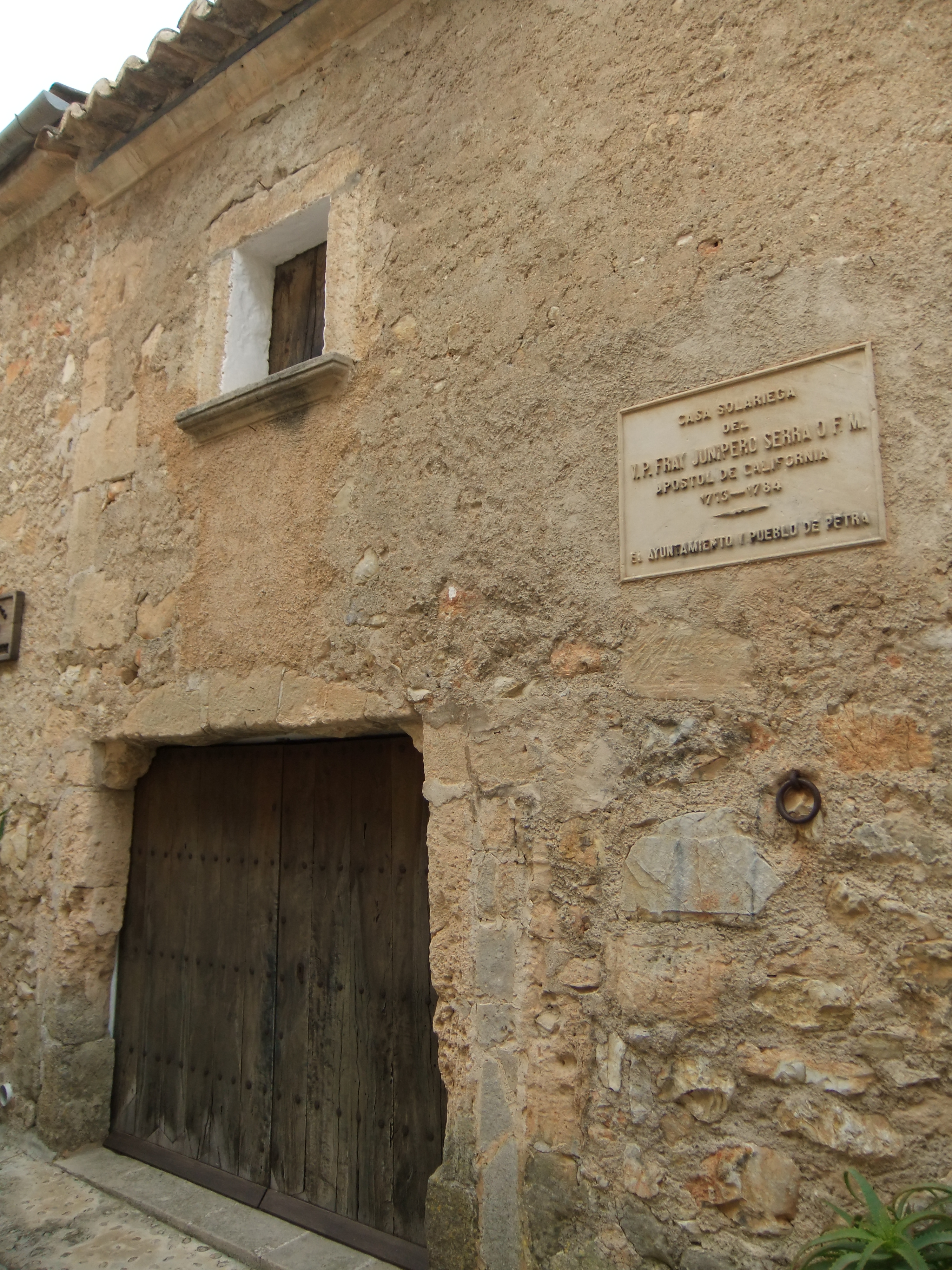
Maison natale de Junípero Serra.

Miguel-José Serra Ferrer — le nom de baptême de Junípero Serra — est originaire de l'île de Majorque. Fils d’Antonio Nadal Serra et de Margarita Rosa Ferrer, il travaille dans l’exploitation agricole de ses parents, illettrés, dès l’âge de sept ans. Il va à l’école primaire franciscaine de sa paroisse.
Junípero Serra entre chez les Franciscains à Palma en 1730. C’est là qu’il reçoit son nom religieux, Junípero, en hommage à frère Junipère, l'un des premiers franciscain. Excellent dans ses études, il est ordonné prêtre en 1737 et obtient trois années plus tard la licence ecclésiastique pour enseigner la philosophie au Convento de San Francisco à Palma. Parmi ses élèves se trouvent deux de ses compagnons missionnaires futurs, Francisco Palóu et Juan Crespí. Il obtient également un doctorat en théologie de l'université de Palma.

## Sa vie de missionnaire au Nouveau Monde
En 1746, à l’âge de 36 ans, Junípero Serra part pour le Nouveau Monde. Il enseigne d'abord la philosophie au Collège San Fernando de Mexico. De cœur, Serra est un pionnier et un missionnaire.

### Sierra Gorda
Même si Junípero Serra n’est pas particulièrement robuste physiquement et marche à l'aide d’une canne (séquelle d’une vieille blessure), il se porte volontaire pour remplacer les missionnaires morts dans la Sierra Gorda, région montagneuse dans l’état actuel de Queretaro peuplée par la tribu Pâmes. Il arrive à la mission de Jalpan en 1750 et l’a fait reconstruire. Il commence également la construction de quatre autres missions franciscaines de la Sierra Gorda. Ces cinq missions, avec leur remarquable style “mestizo baroque” (voir Galerie ci-bas), ont été inscrites dans la liste UNESCO du Patrimoine Mondial en 2003.

Missions franciscaines de la Sierra Gorda
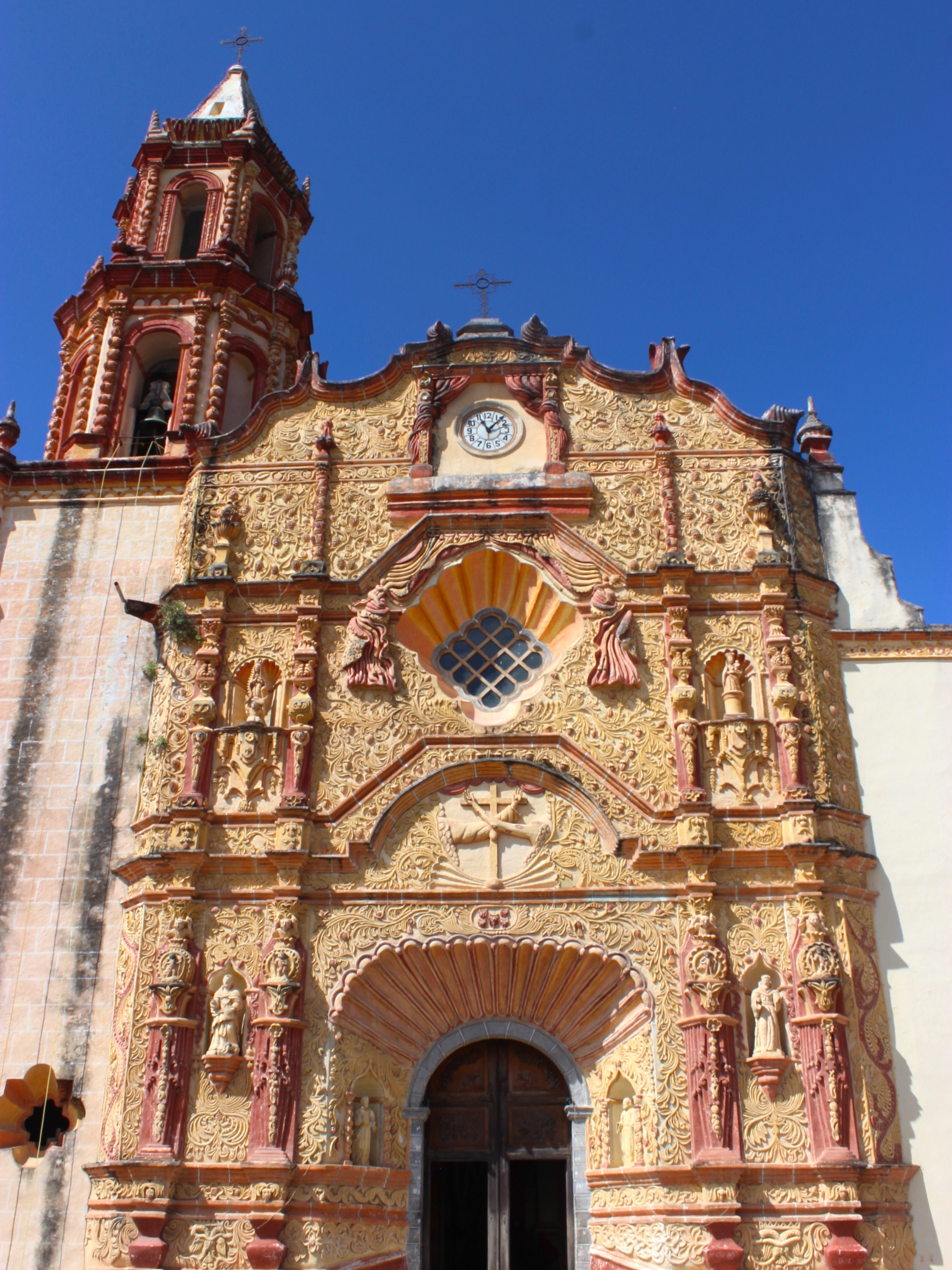
Façade de la Mission de Santiago de Jalpan.
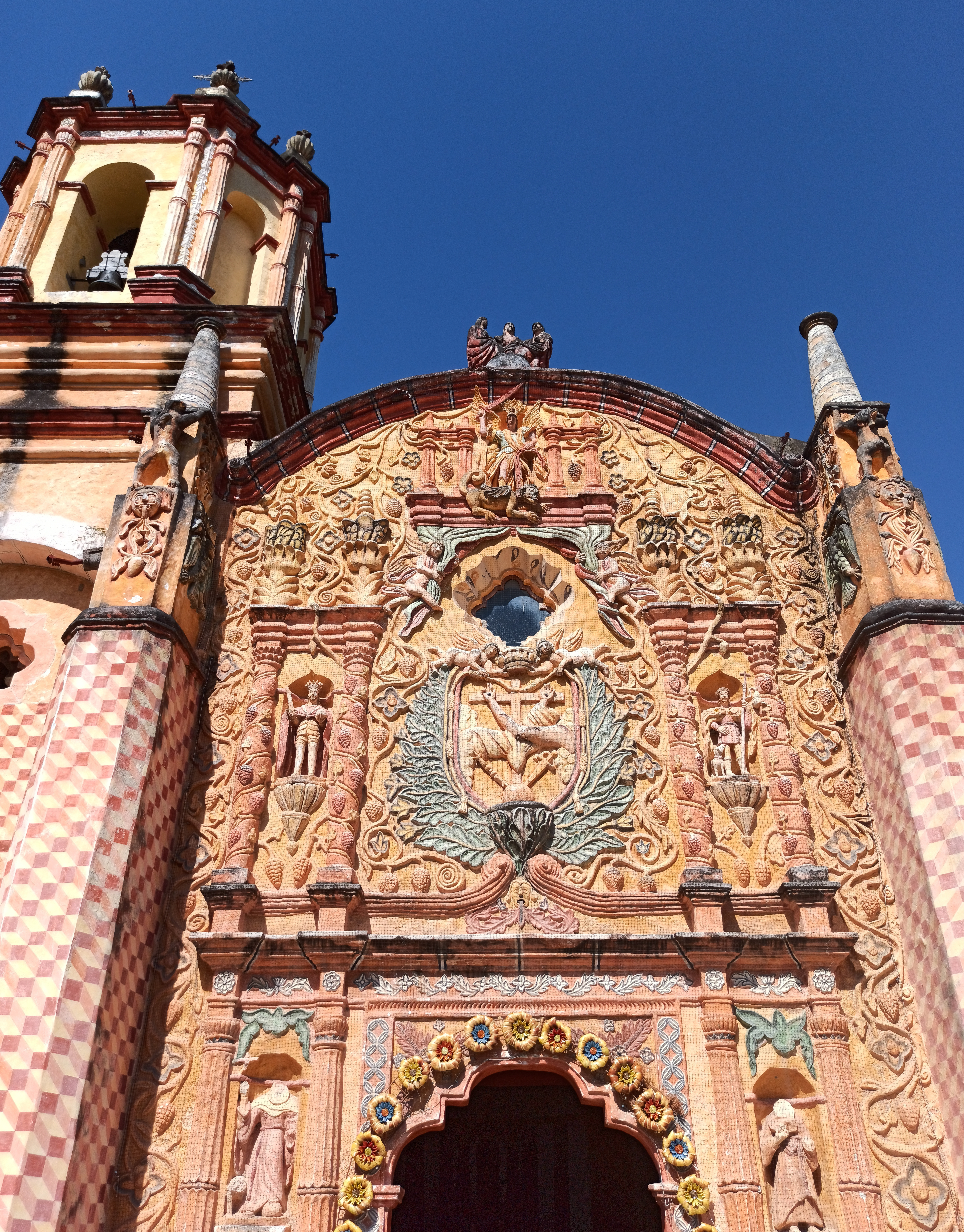
Façade de la Mission San Miguel Conca.
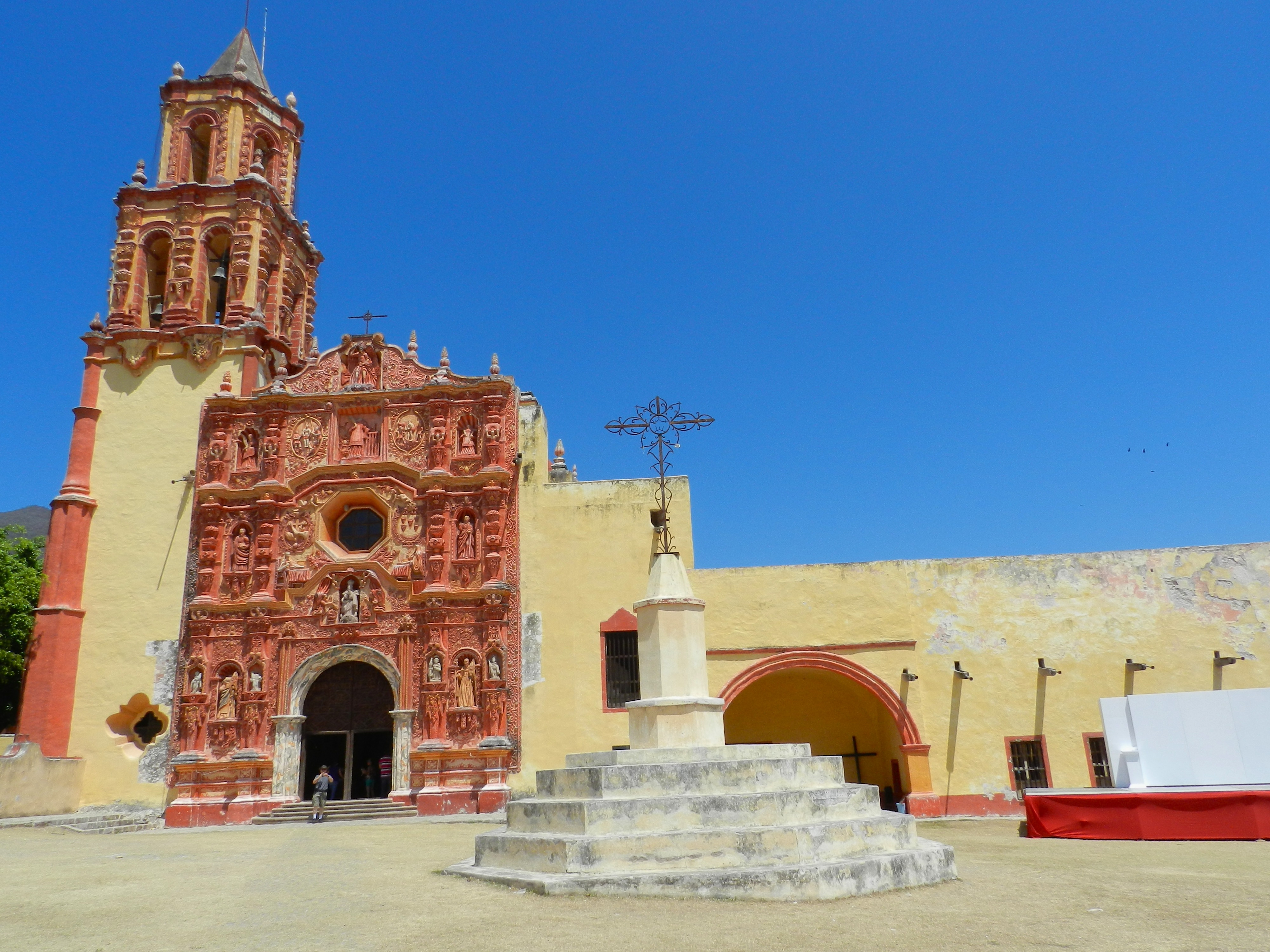
L'église de la Mission Santa María del Agua de Landa.
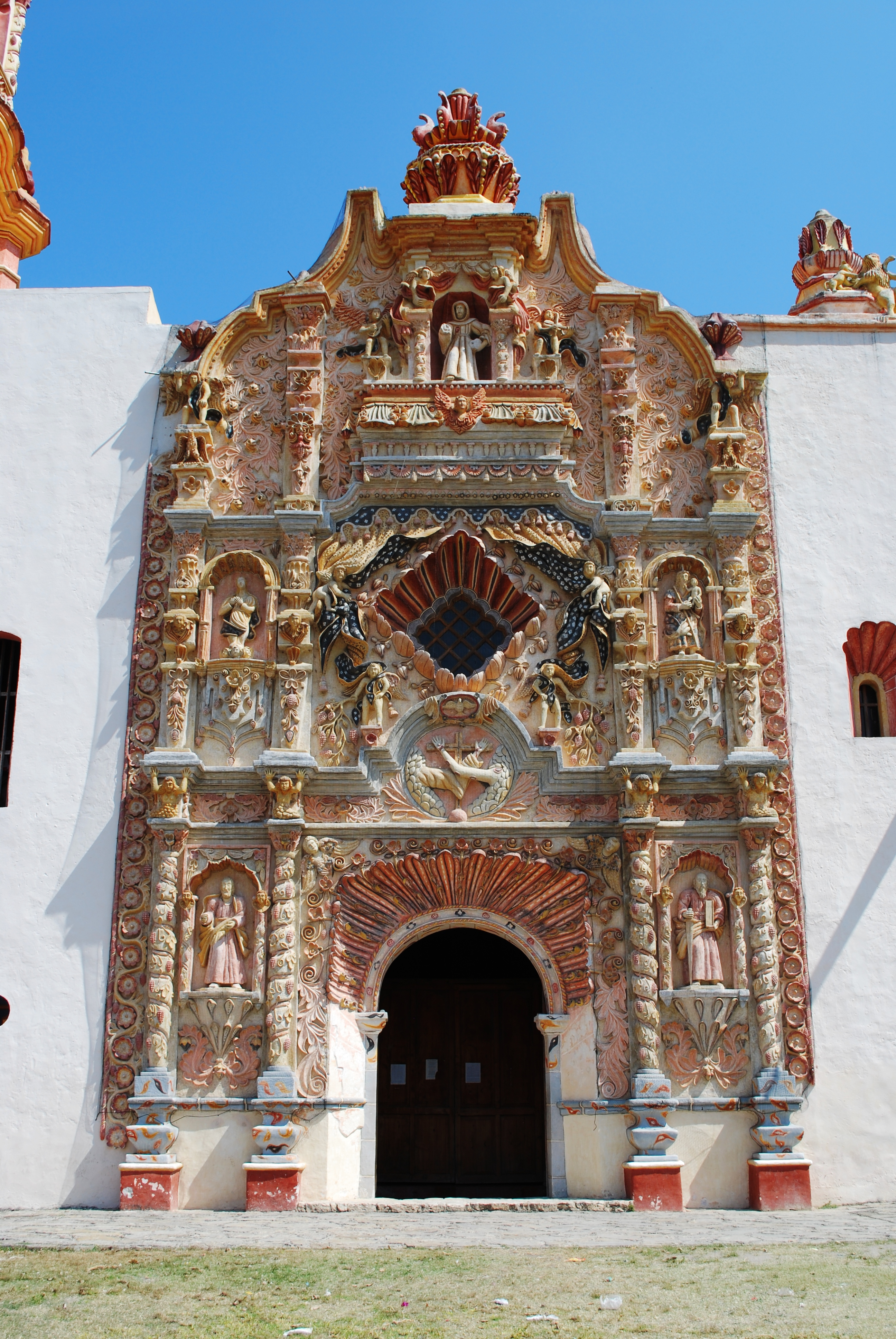
Façade de la Mission San Francisco de Asís del Valle de Tilaco.

### Retour à la capitale
En 1758, Junípero Serra revient au Collège de Mexico. Il y reste neuf années. Pendant cette période il remplit entre autres la fonction d’inquisiteur dans plusieurs régions de Nueva España (rôle qu’il avait déjà endossé dans la région de Sierra Gorda).

### Baja et Alta California
En 1767, Il est nommé président des missions de Baja California, passées sous l'administration des Franciscains lorsque les Jésuites furent expulsés d'Espagne et de toutes les colonies espagnoles par Charles III.
Avec le groupe de Franciscains dont il est le supérieur, il passe plus d’un an à Loreto, Baja California (1768-1769) et envoie ses missionnaires aux autres missions de la péninsule de Baja California. Ces efforts de conversion ne furent pas couronnés de succès, principalement avec la chute dramatique des populations indigènes due aux épidémies provoquées au contact des Européens. Selon les estimations, la population de Baja California a chuté de 69.000 personnes de l’ère précolombienne à 21.000 estimées de l’époque de Junípero Serra. Il n’y avait plus grand monde à convertir.
En 1769, il rejoint une expédition à Alta California, où il fonde sa première mission dans cette région : San Diego de Alcala. De 1769 jusqu’à sa mort, il aura présidé à la fondation de neuf missions (neuf, parmi les vingt-et-une missions fondées par les Franciscains en Alta California),.

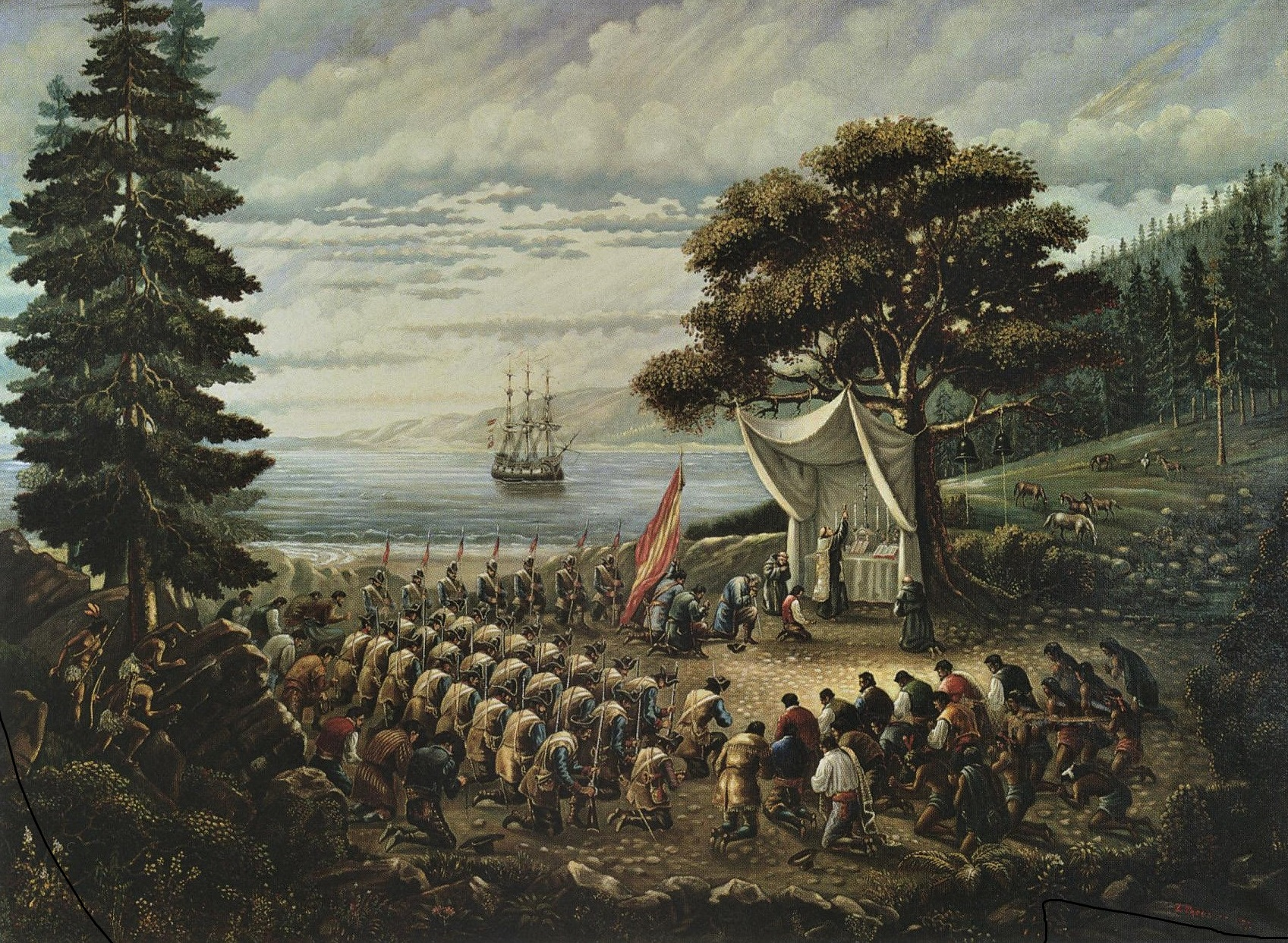
Junípero Serra célèbre la messe à Monterey, tableau de Léon Trousset.

En 1770, Junípero Serra accompagne l’expédition de Gaspar de Portolá à Monterey, en Californie centrale, où il fonde la Mission San Carlos Borromeo, à Carmel tout près de Monterey. Cette mission lui sert de quartier général durant les quatorze années qui lui restent à vivre.
Le 15 décembre 1774, le Vice-roi Antonio María de Bucareli y Ursúa adresse au Père Junipero Serra une lettre où il lui propose de participer à une expédition vers une baie d'importance stratégique, en Californie centrale, sous le commandement du capitaine de marine Juan Bautista de Anza. C'est ainsi qu'un premier camp militaire est établi en ce lieu et les Pères Palou et Cambon y célèbrent la messe pour la première fois devant une modeste cabane, la mission Dolorès. Le lieu recevra le nom de San Francisco en l'honneur de saint François d'Assise. D’ailleurs, les missions fondées sous la direction de Junípero Serra accompagnent la naissance de plusieurs villes californiennes, notamment de San Diego, de San Gabriel, de San Luis Obispo, de San Juan Capistrano, de Santa Clara et de Ventura.

### Mort
Junípero Serra a écrit « Ma vie est ici en Californie, c’est ici que j’espère mourir ». Le 28 août 1784, il meurt à la Mission San Carlos Borromeo Carmel, en Alta California, où se trouve sa sépulture.

## Beatification et canonisation
Il fut béatifié le 25 septembre 1988 par l'Église catholique. Le pape François a procédé à sa canonisation le 23 septembre 2015 à Washington, D.C., au sanctuaire national de l’Immaculée Conception.

## Controverses sur sa canonisation

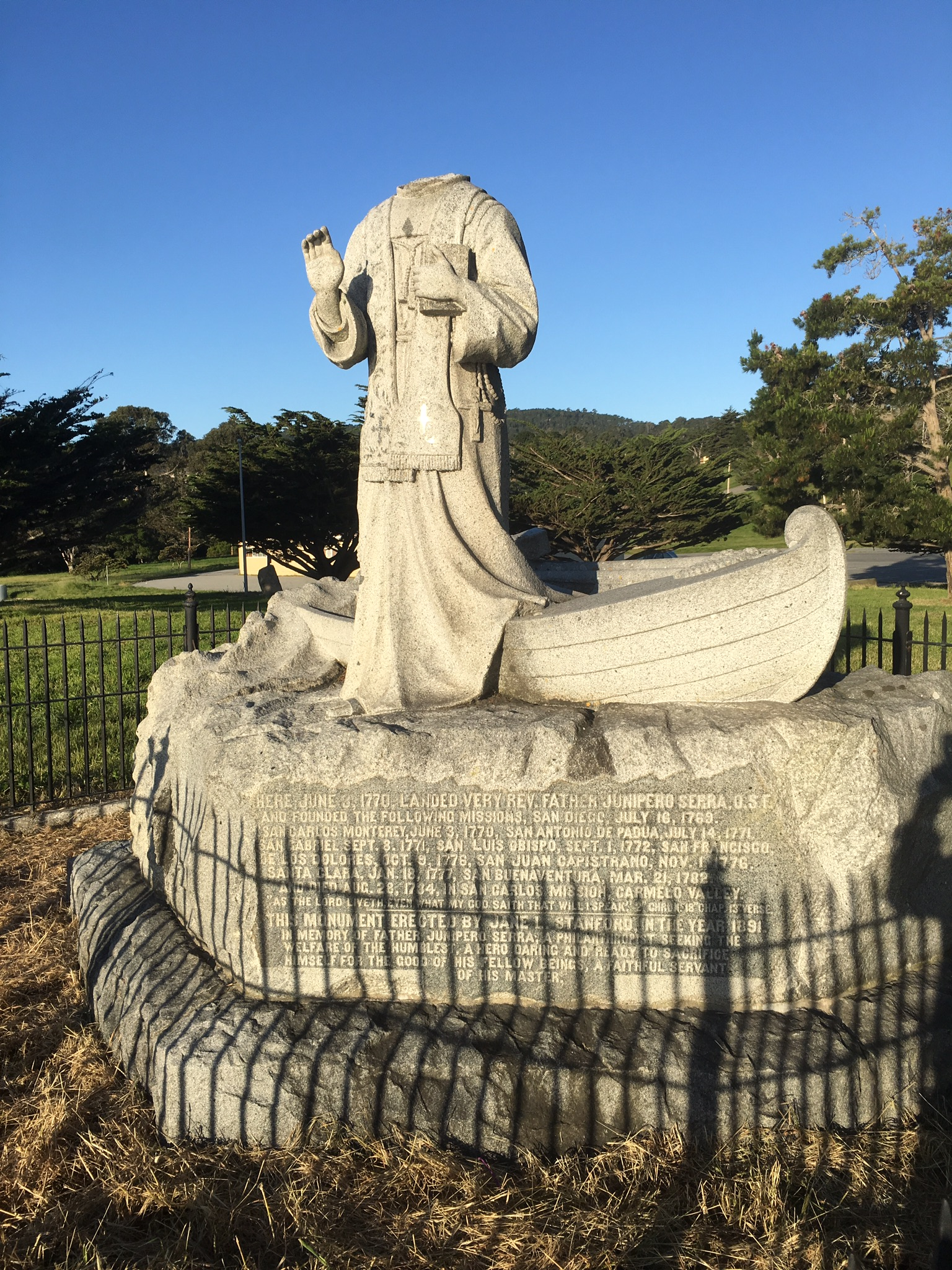
Statue de Junípero Serra au Presidio de Monterey. Elle est decapitée en 2015 et réparée par la suite.

La canonisation de Junipero Serra a été perçue comme une offense par de nombreux Américains et notamment par des communautés autochtones de Californie. En effet, les missions fondées par le prêtre ont également été des lieux de souffrance pour leurs ancêtres et des lieux de suppression de leurs cultures - par des privations de libertés et des mauvais traitements (obligation de travailler, emprisonnements au sein de la mission, interdiction pour les enfants de parler en langue tribale sous peine d'être physiquement châtiés, etc.), et par des conversions forcées.
Les défenseurs de Serra mettent en evidence les pressions qu'il a appliquées sur les autorités espagnoles pour protéger et défendre les intérêts des autochtones. Selon ce point de vue, Serra exerçait une influence modératrice sur l'oppression très violente de communautés autochtones, notamment par la force d'occupation coloniale.
Une pétition avait demandé au Pape François de renoncer à son intention de canonisation du missionnaire Junipero Serra. Le Pape François reconnaît que l'Église a été source de souffrances envers diverses communautés aborigènes, et a demandé pardon pour cela le 9 juillet 2015.
Le 19 juin 2020, lors des émeutes raciales liées à la mort de George Floyd, des manifestants déboulonnent la statue de saint Junípero Serra - en même temps que celles de Francis Scott Key et Ulysses S. Grant - dans le parc du Golden Gate, à San Francisco. Les manifestants reprochent au missionnaire d'être à l'origine de « l'assujettissement des Amérindiens ».

## Notoriété
Le franciscain est considéré comme le « père de la Californie ». Sa statue est présente dans la salle statuaire du Capitole américain, symbolisant la Californie.

## Galerie

Junípero Serra en Alta California
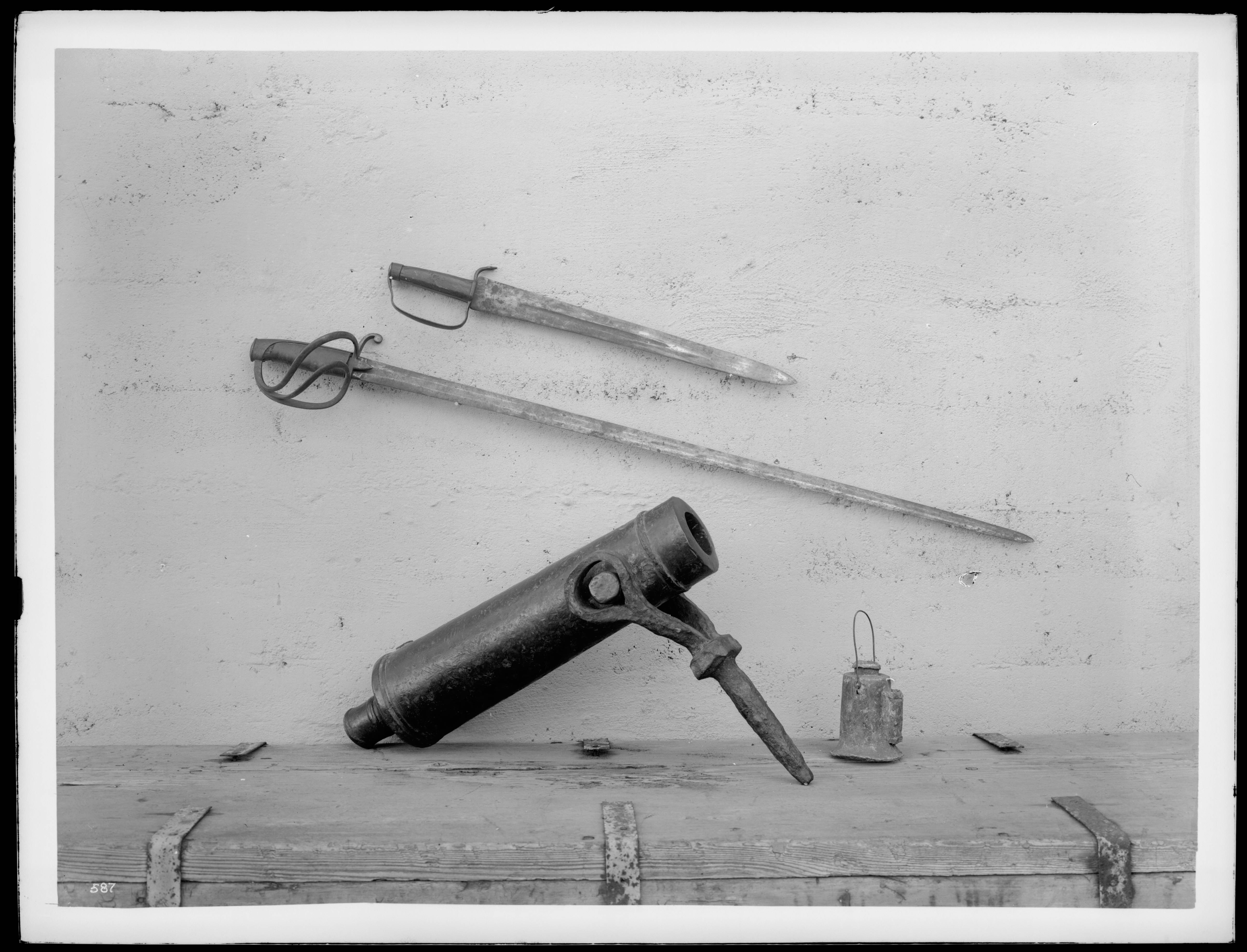
Canon, épée, machete et lanterne de la première expédition de Junípero Serra en Alta California.
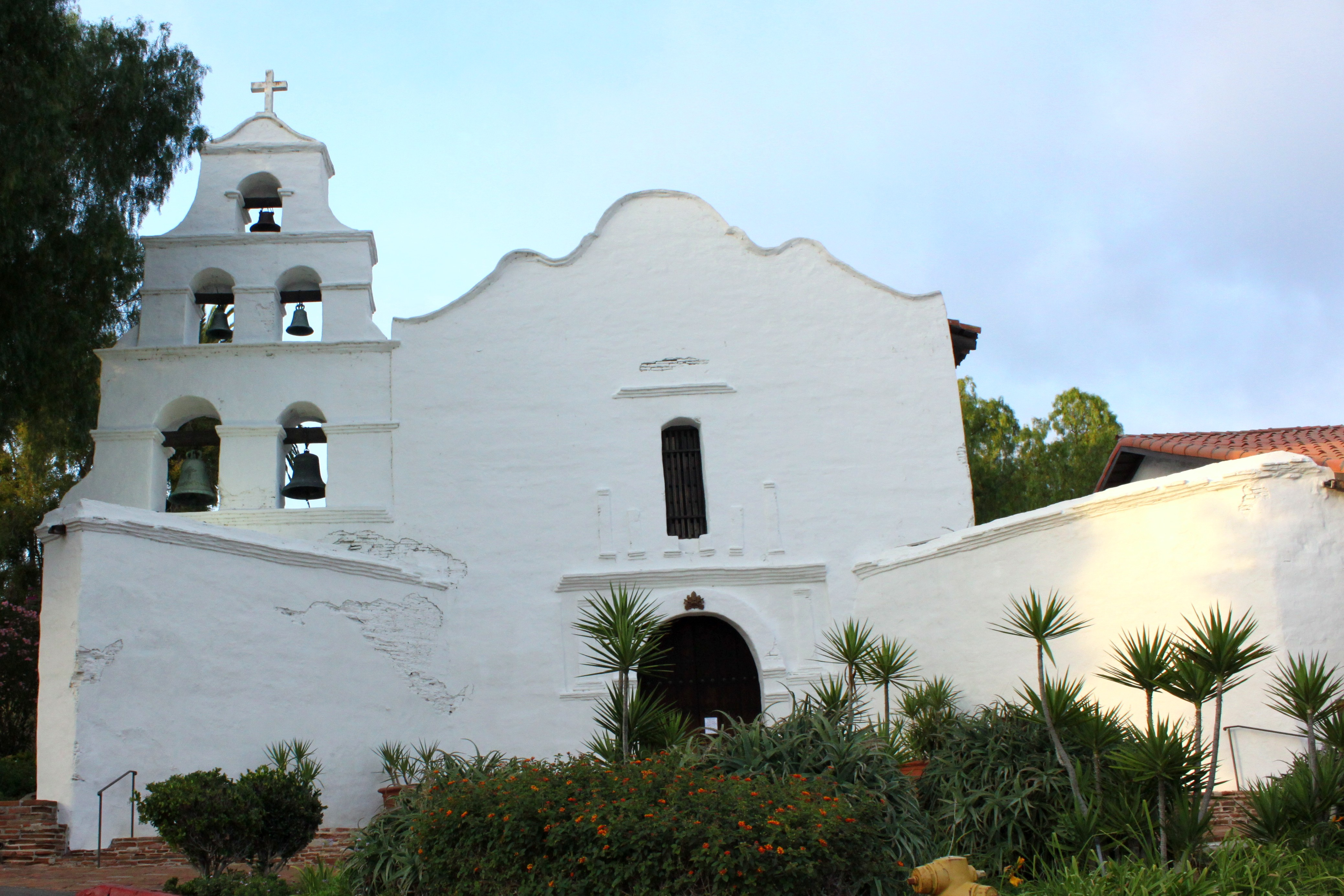
Mission San Diego de Alcala, première mission fondée par Junípero Serra en Alta California.
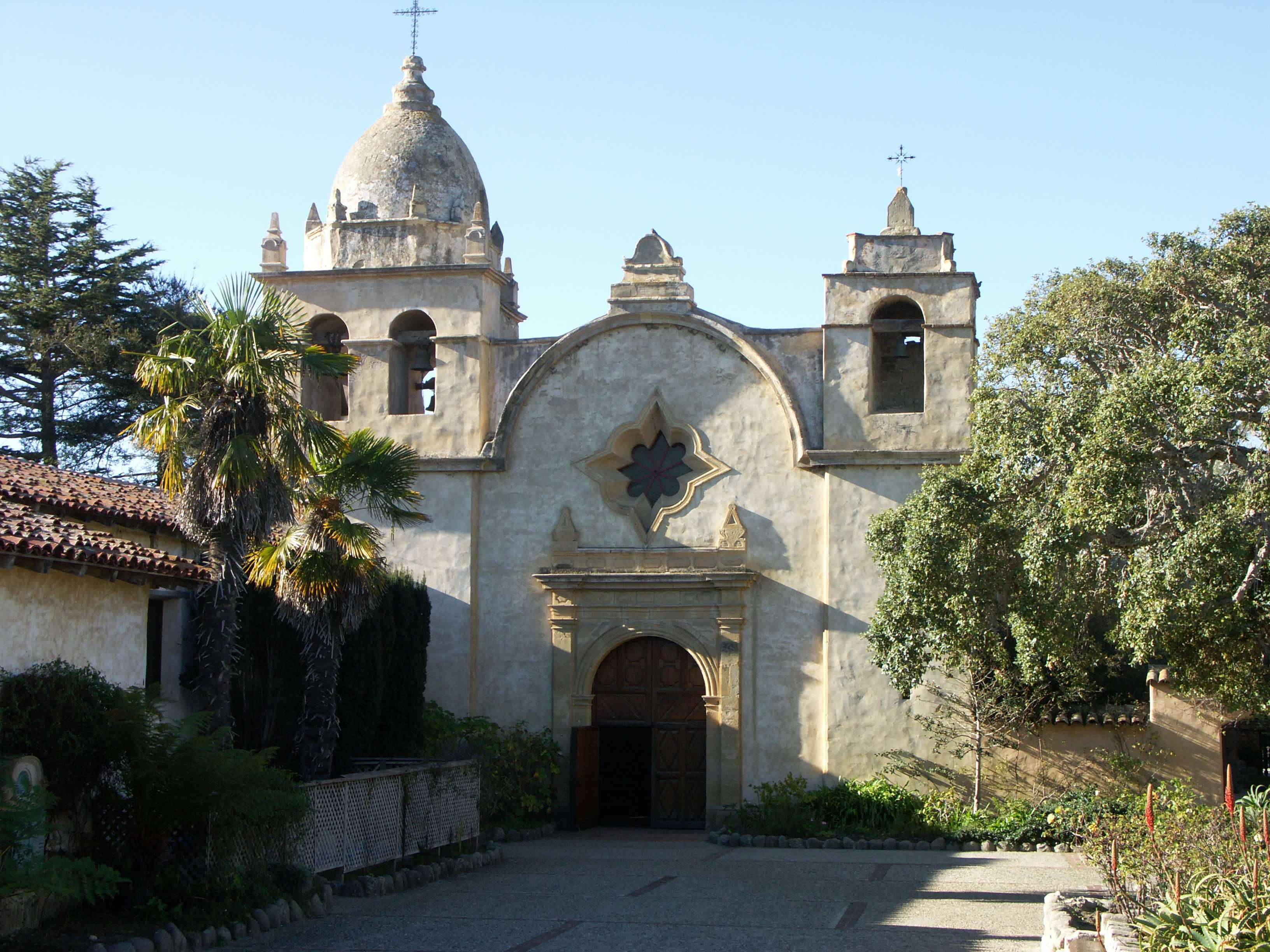
Mission San Carlos Borromeo, Carmel, Californie.
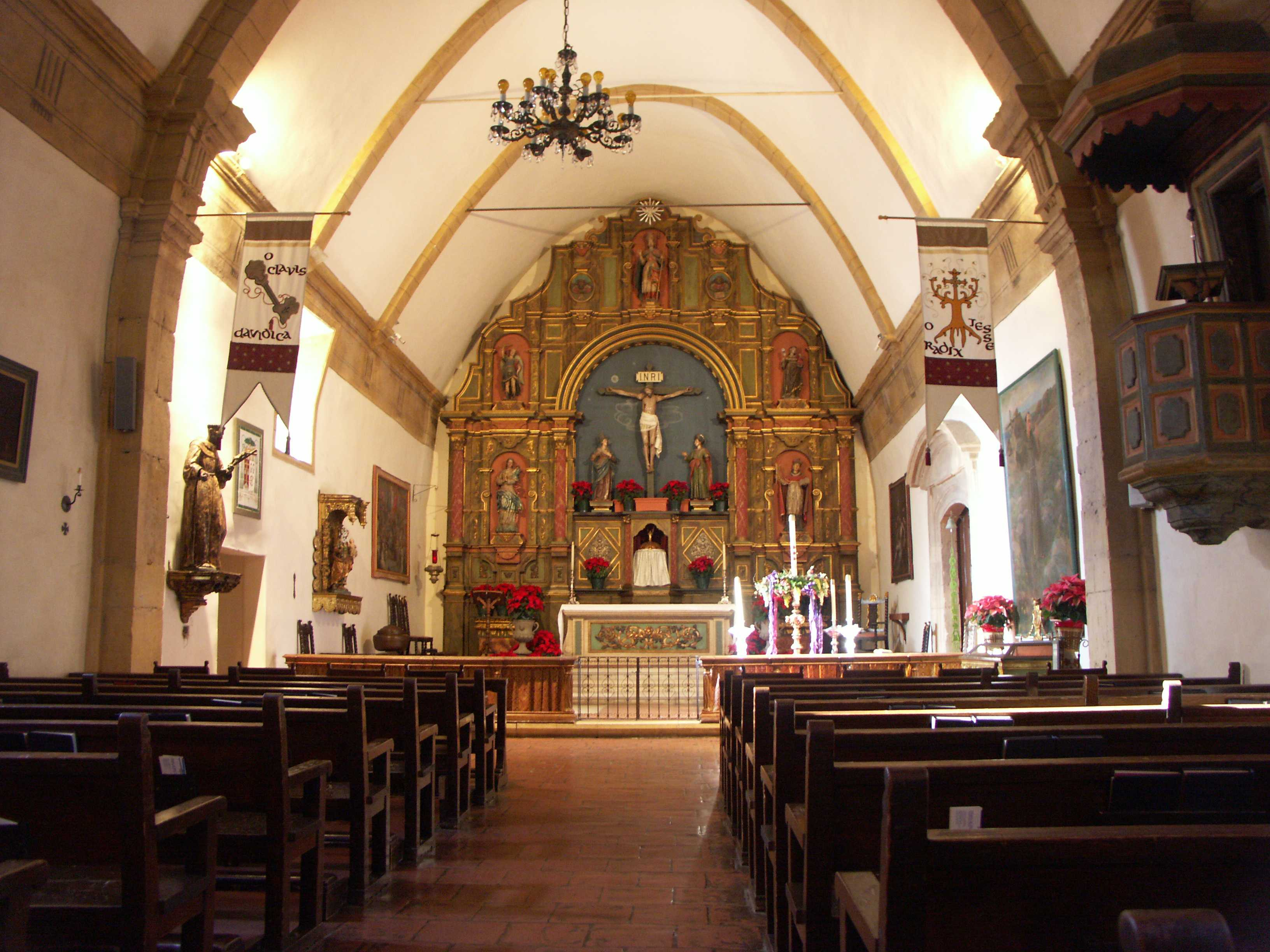
L’intérieur de l’église de la Mission San Carlos Borromeo, Carmel, Californie.
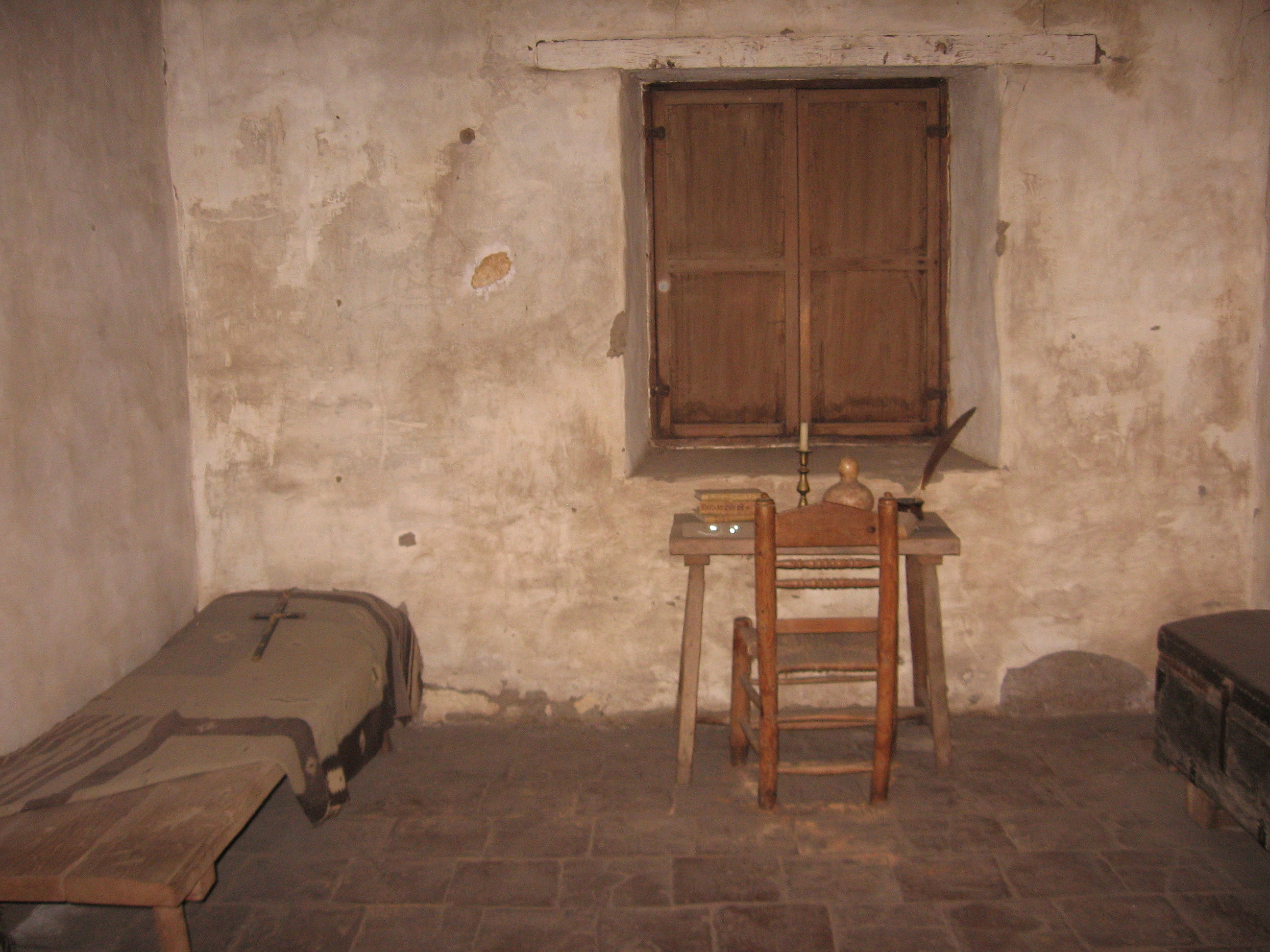
Cellule de padre, Mission San Carlos Borromeo.
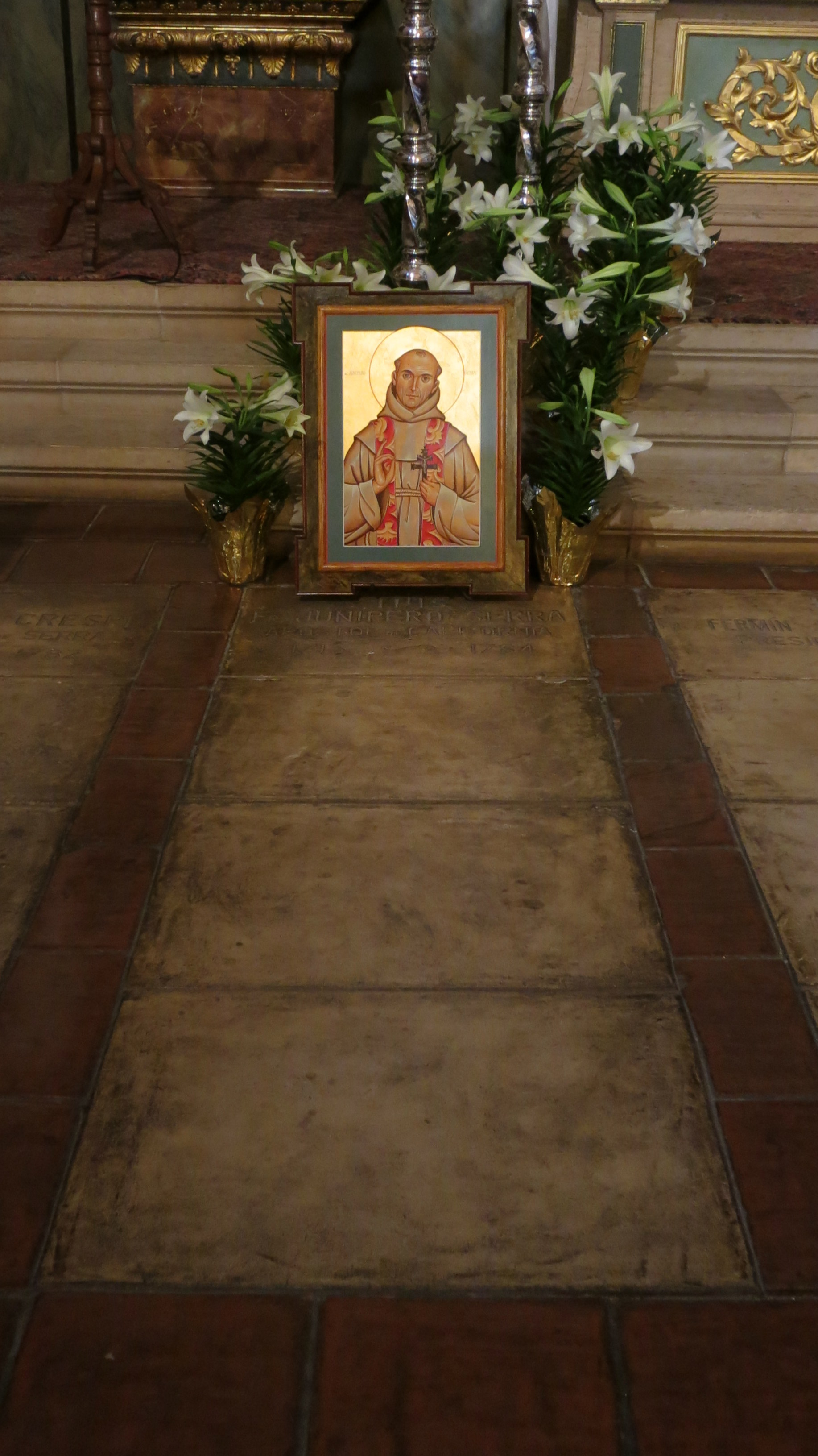
Tombe de Junípero Serra, Mission San Carlos Borromeo, Carmel, Californie.